# A Werder Bremen 2003–2004-es szezonja
A Werder Bremen 2003–2004-es szezonja bajnokságot és kupát hozott a csapatnak. A bajnokságban 6 ponttal végeztek a Bayern München előtt, valamint Aílton a 28 góljával a klub történetében a legtöbb gólt szerezte egy szezonon belül. A kupában az Alemannia Aachen ellen 3-2-re megnyert mérkőzéssel hódították el a Német kupát, ahol a mérkőzés hőse Tim Borowski volt. A csapat menedzsere az egész szezon során Thomas Schaaf volt.

## Mezek
| \| \| \| \| \| \| \| \| \| \| \| \| |              |              |
| Hazai mez                           |              |              |
| Team colours                        | Team colours | Team colours |
| Team colours                        |              |              |
| Team colours                        |              |              |

| Team colours | Team colours | Team colours |
| Team colours |              |              |
| Team colours |              |              |

| \| \| \| \| \| \| \| \| \| \| \| \| |              |              |
| Idegenbeli mez                      |              |              |
| Team colours                        | Team colours | Team colours |
| Team colours                        |              |              |
| Team colours                        |              |              |

| Team colours | Team colours | Team colours |
| Team colours |              |              |
| Team colours |              |              |

| \| \| \| \| \| \| \| \| \| \| \| \| |              |              |
| 3. számú mez                        |              |              |
| Team colours                        | Team colours | Team colours |
| Team colours                        |              |              |
| Team colours                        |              |              |

| Team colours | Team colours | Team colours |
| Team colours |              |              |
| Team colours |              |              |

## Keret

### Kapusok
- Andreas Reinke
- Pascal Borel
- Alexander Walke

### Védők
- Ümit Davala
- Viktor Skrypnyk
- Mladen Krstajić
- Ludovic Magnin
- Valérien Ismaël
- Christian Schulz
- Manuel Friedrich
- Paul Stalteri

### Középpályások
- Fabian Ernst
- Frank Baumann
- Lisztes Krisztián
- Johan Micoud
- Ivica Banović
- Pekka Lagerblom
- Holger Wehlage
- Tim Borowski
- Simon Rolfes
- Marco Stier
- Stefan Beckert
- Christian Lenze

### Támadók
- Aílton
- Angelos Charisteas
- Ivan Klasnić
- Nelson Haedo Valdez
- Markus Daun
- Marco Reich

## Bundesliga

### Mérkőzések
- Hertha Berlin-Werder Bremen 0–3
- 0–1 Aílton  18'
- 0–2 Johan Micoud  21'
- 0–3 Aílton  65'
- Werder Bremen-Mönchengladbach 1–1
- 1–0 Aílton  64'
- 1–1 Joris Van Hout  81'
- Kaiserslautern-Werder Bremen 0–1
- 0–1 Johan Micoud  66'
- Werder Bremen-Schalke 04 4–1
- 1–0 Angelos Charisteas  12'
- 2–0 Tim Borowski  27'
- 3–0 Aílton  35'
- 4–0 Nelson Haedo Valdez  81'
- 4–1 Victor Agali  82'
- Borussia Dortmund-Werder Bremen 2–1
- 1–0 Ewerthon  17'
- 1–1 Lisztes Krisztián  41'
- 2–1 Valérien Ismaël  70' (o.g.)
- Werder Bremen-1860 Munich 2–1
- 1–0 Aílton  48'
- 1–1 Markus Schroth  57'
- 2–1 Johan Micoud  66'
- Köln-Werder Bremen 1–4
- 0–1 Johan Micoud  10'
- 0–2 Ivan Klasnić  40'
- 0–3 Paul Stalteri  70'
- 1–3 Matthias Scherz  79'
- 1–4 Angelos Charisteas  90'
- Werder Bremen-Wolfsburg 5–3
- 1–0 Aílton  2'
- 2–0 Aílton  21'
- 2–1 Marino Biliškov  37'
- 3–1 Paul Stalteri  38'
- 3–2 Albert Streit  54'
- 3–3 Miroslav Karhan  55'
- 4–3 Johan Micoud  57'
- 5–3 Ivan Klasnić  58'
- Werder Bremen-Stuttgart 1–3
- 0–1 Szabics Imre  31'
- 0–2 Kevin Kurányi  34'
- 1–2 Angelos Charisteas  59'
- 1–3 Christian Tiffert  90'
- Freiburg-Werder Bremen 2–4
- 0–1 Aílton  14'
- 0–2 Aílton  28'
- 0–3 Johan Micoud  37'
- 1–3 Alexander Iashvili  60'
- 1–4 Ivan Klasnić  65'
- 2–4 Alexander Iashvili  90'
- Werder Bremen-Eintracht Frankfurt 3–1
- 1–0 Aílton  18'
- 2–0 Frank Baumann  25'
- 2–1 Andreas Reinke  66' (o.g.)
- 3–1 Ivan Klasnić  70'
- Hannover-Werder Bremen 1–5
- 0–1 Nelson Haedo Valdez  8'
- 0–2 Nelson Haedo Valdez  37'
- 0–3 Ivan Klasnić  41'
- 1–3 Mohamadou Idrissou  56'
- 1–4 Ivan Klasnić  79'
- 1–5 Fabian Ernst  88'
- Werder Bremen-Bochum 3–1
- 1–0 Aílton  6'
- 2–0 Aílton  14'
- 3–0 Aílton  50' (pen.)
- 3–1 Frank Fahrenhorst  75'
- Hamburg-Werder Bremen 1–1
- 0–1 Fabian Ernst  27'
- 1–1 Christian Rahn  50'
- Werder Bremen-Bayern München 1–1
- 1–0 Aílton  57'
- 1–1 Claudio Pizarro  79'
- Bayer Leverkusen-Werder Bremen 1–3
- 0–1 Aílton  42'
- 0–2 Mladen Krstajić  44'
- 1–2 Jens Nowotny  72'
- 1–3 Lisztes Krisztián  90'
- Werder Bremen-Hansa Rostock 3–0
- 1–0 Aílton  3'
- 2–0 Valérien Ismaël  78'
- 3–0 Lisztes Krisztián  89'
- Werder Bremen-Hertha Berlin 4–0
- 1–0 Aílton  18'
- 2–0 Aílton  30'
- 3–0 Johan Micoud  35'
- 4–0 Nelson Haedo Valdez  90'
- Mönchengladbach-Werder Bremen 1–2
- 1–0 Václav Svěrkoš  51'
- 1–1 Ivan Klasnić  54'
- 1–2 Frank Baumann  90'
- Werder Bremen-Kaiserslautern 1–0
- 1–0 Aílton  90' (pen.)
- Schalke 04-Werder Bremen 0–0
- Werder Bremen-Borussia Dortmund 2–0
- 1–0 Valérien Ismaël  56'
- 2–0 Aílton  85'
- 1860 Munich-Werder Bremen 0–2
- 0–1 Ivan Klasnić  37'
- 0–2 Angelos Charisteas  79'
- Werder Bremen-Köln 3–2
- 1–0 Johan Micoud  16'
- 2–0 Aílton  37'
- 3–0 Aílton  43'
- 3–1 Oliver Schröder  59'
- 3–2 Dirk Lottner  71'
- Wolfsburg-Werder Bremen 0–2
- 0–1 Ivan Klasnić  75'
- 0–2 Johan Micoud  86'
- Stuttgart-Werder Bremen 4–4
- 1–0 Marcelo Bordon  3'
- 1–1 Ivan Klasnić  14'
- 2–1 Marcelo Bordon  25'
- 2–2 Ivan Klasnić  35'
- 2–3 Aílton  43'
- 3–3 Marcelo Bordon  50'
- 4–3 Marco Streller  69'
- 4–4 Aílton  70'
- Werder Bremen-Freiburg 1–1
- 0–1 Dennis Kruppke  1'
- 1–1 Aílton  19'
- Eintracht Frankfurt-Werder Bremen 0–1
- 0–1 Valérien Ismaël  80'
- Werder Bremen-Hannover 0–0
- Bochum-Werder Bremen 0–0
- Werder Bremen-Hamburg 6–0
- 1–0 Sergej Barbarez  17' (o.g.)
- 2–0 Valérien Ismaël  23'
- 3–0 Ivan Klasnić  39'
- 4–0 Aílton  48'
- 5–0 Nelson Valdez  80'
- 6–0 Viktor Skrypnyk  84' (pen.)
- Bayern München-Werder Bremen 1–3
- 0–1 Ivan Klasnić  19'
- 0–2 Johan Micoud  26'
- 0–3 Aílton  35'
- 1–3 Roy Makaay  56'
- Werder Bremen-Bayer Leverkusen 2–6
- 0–1 França  6'
- 0–2 Daniel Bierofka  12'
- 0–3 França  21'
- 1–3 Mladen Krstajić  50'
- 2–3 Aílton  55'
- 2–4 França  61'
- 2–5 Dimitar Berbatov  65'
- 2–6 Oliver Neuville  81'
- Hansa Rostock-Werder Bremen 3–1
- 1–0 Rade Priča  29'
- 1–1 Mladen Krstajić  37'
- 2–1 Mladen Krstajić  47' (o.g.)
- 3–1 Marcus Lantz  74' (pen.)

### Góllövőlista
- Aílton 28
- Ivan Klasnić 13
- Johan Micoud 10
- Angelos Charisteas 4

## Külső hivatkozások
Statisztika – soccerbase.com